# Barrage d'Ukai
Le Barrage d'Ukai est un barrage situé dans l'état du Gujarat en Inde sur le Tapti. Il est associé à une centrale hydroélectrique de 300 MW, pour une hauteur de 80 mètres et une longueur de 4 927 mètres.